# Матета, Игорь Евгеньевич
Игорь Евгеньевич Матета (род. 25 апреля 1963, Днепропетровск) — российский композитор. Заслуженный работник культуры Российской Федерации (2009).

## Карьера
Уроженец Днепропетровска. В 1990 году окончил Государственный музыкально педагогический институт им. Гнесиных, после чего активно работает в жанре поп-музыки. Работал с такими поэтами, как Леонид Дербенёв, Николай Зиновьев, Владимир Степанов, Сергей Каргашин, Симон Осиашвили, Анатолий Поперечный. Является автором таких хитов, как «Играй, музыкант», «Живи, страна», «Ты меня не буди», «Ты упал с Луны», «Больше не хочу», «Самый близкий человек», «Я такой не была», «Пьяный кучер», «Только ночь», «Вспоминать и не надо» (Ни к чему) и других. Его песни исполняют Маша Распутина, Филипп Киркоров, Лада Дэнс, Валерий Ободзинский, Александр Добрынин, Иосиф Кобзон, Лев Лещенко , Джемма Халид, Наталья Штурм, Лариса Черникова, Татьяна Марцинковская, Ярослав Евдокимов, Вячеслав Ольховский, Сергей Переверзев, Елена Булычевская, Наталья Островая, Никита Фоминых, группа «Весна» и другие исполнители.
Работает в кино: автор музыки к кинофильмам «Аферы, Музыка, Любовь» (режиссёр Георгий Юнгвальд-Хилькевич), к сериалу «Всегда говори „всегда“» и последующим сезонам (режиссёр Алексей Козлов), «Персона нон грата», «Жил-был дед» . Автор музыки аттракциона братьев Запашных «Среди хищников».
С июня 2001 года возглавлял Комитет культуры Московской области, работал советником вице-губернатора Московской области.

## Дискография
- Игорь Матета. На белом коне
- Попугай. Гуд бай, совок!
- Попугай. Зелёные лосины от Владимира Вольфовича
- Шлягеры Игоря Матеты#1
- Шлягеры Игоря Матеты#2:
- Маша Распутина. Я была на Венере
- Маша Распутина. Ты меня не буди
- Весна. Белые крылья любви
- Весна. Самый близкий человек